# Liste des épisodes de Beavis et Butt-Head

Cette page présente la liste des épisodes de la série télévisée d'animation Beavis et Butt-Head.

## Pilotes (1992)
1. Grenouille-baseball (Frog Baseball)
2. Paix, amour et compréhension (Peace, Love & Understanding)

## Première saison (1993)
1. Porte à porte (Door To Door)
2. Titre français inconnu (Blood Drive)
3. Ballons (Balloon)

## Deuxième saison (1993)
1. Titre français inconnu (Customers Suck)
2. Titre français inconnu (Heroes)
3. Travaux D'embellissement (Home Improvement)
4. La maison de Stewart (Stewart's House)
5. Titre français inconnu (Yogurt's Cool)
6. Titre français inconnu (Babes R Us)
7. Vendredi soir (Friday Night)
8. Titre français inconnu (Scientific Stuff)
9. Titre français inconnu (At The Sideshow)
10. Titre français inconnu (Be All You Can Be)
11. Signez ici (Sign Here)
12. La toilette du chien (Washing the Dog)
13. Pelouse et jardin (Lawn & Garden)
14. Titre français inconnu (Burger World)
15. Titre français inconnu (Bedpans & Broomsticks)
16. Titre français inconnu (Good Credit)
17. Titre français inconnu (Way Down Mexico Way)
18. Titre français inconnu (For Better Or Verse)
19. Titre français inconnu (Beware Of The Butt)
20. Titre français inconnu (At The Movies)
21. Malade (Sick)
22. On ne rigole plus (No Laughing)
23. Titre français inconnu (Baby Makes Uh, Three)
24. Titre français inconnu (The Butt-Head Experience)

## Troisième saison (1993-1994)
1. Titre français inconnu (Comedians)
2. Titre français inconnu (Carwash)
3. Titre français inconnu (Couch-Fishing)
4. Kidnappé (Kidnapped)
5. Titre français inconnu (Naked Colony)
6. Tornades (Tornado)
7. Titre français inconnu (Incognito)
8. Titre français inconnu (Cleaning House)
9. Titre français inconnu (Scratch 'N' Win)
10. Titre français inconnu (Scared Straight)
11. La banque de sperm (Sperm Bank) Beavis et Butt-Head vont donner leur sperme.
12. Titre français inconnu (Citizen Butt-head)
13. Titre français inconnu (True Crime)
14. Titre français inconnu (The Trial)
15. Titre français inconnu (Ball Breakers)
16. Titre français inconnu (Buff 'N' Stuff)
17. Titre français inconnu (Canoe)
18. L'effondrement (The Crush)
19. Titre français inconnu (Eating Contest)
20. Titre français inconnu (Foreign Exchange)
21. Rencontrer Dieu (Meet God)
22. Titre français inconnu (Young, Gifted & Crude)
23. Assiette ou frisbee (Plate Frisbee)
24. Politiquement correct (Politically Correct)
25. Titre français inconnu (Sporting Goods)
26. Titre français inconnu (Closing Time)
27. Un Noël très spécial avec Beavis et Butt-Head (A Very Special Christmas With Beavis and Butt-Head)
28. Très recherché (Most Wanted)

## Quatrième saison (1994)
1. Titre français inconnu (Wall Of Youth)
2. Titre français inconnu (Cow Tipping)
3. Titre français inconnu (Trouble Urinating)
4. La rage fait rage (Rabies Scare)
5. Ils viennent me chercher (They're Coming To Take Me Away, Huh Huh)
6. Titre français inconnu (Jump!)
7. Titre français inconnu (Pumping Iron)
8. Titre français inconnu (Let's Clean It Up)
9. Service téléphonique  (1-900-BEAVIS)
10. Titre français inconnu (Water Safety)
11. Panne de courant (Blackout!)
12. Butt-Head à la télé (Late Night With Butt-head)
13. Beavis au paradis (The Final Judgment Of Beavis)
14. La piscine (Pool Toys)
15. Madame Blavatsky (Madame Blavatsky)
16. Titre français inconnu (Beavis and Butt-Head Island)
17. Dessin de nu (Figure Drawing)
18. Un lapin (Date Bait)
19. Est ce bien de l'art (Butt Is It Art?)
20. En direct (Right On)
21. Les bonnes manières ça craint (Manners Suck)
22. Le conduit maudit (The Pipe of Doom)
23. Prudence au volant (Safe Driving)
24. Les balles de Mr Anderson (Mr. Anderson's Balls)
25. Les patients (Patients Patients)
26. Paroles d'ados (Teen Talk)
27. Titre français inconnu (Crisis Line)
28. Le distributeur automatique (The Vending Machine)
29. Une génération en crise (Generation In Crisis)
30. Les chouchous de la radio (Radio Sweethearts)
31. Le grand Cornholio (The Great Cornholio)
32. Menteur! Menteur! (Liar! Liar!)

## Cinquième saison (1994-1995)
1. Retour en arrière (Held Back)
2. Tuer le temps (Killing Time)
3. Titre français inconnu (Beard Boys)
4. Suffocation (Choke)
5. Maison sécurisée (Safe House)
6. Titre français inconnu (Hard Sell)
7. Marchathon (Walkathon)
8. Folie passagère (Temporary Insanity)
9. Une récompense, mec (Dude, A Reward)
10. Titre français inconnu (Walking Erect)
11. Titre français inconnu (Career Day)
12. Chirurgie plastique (Plastic Surgin')
13. Titre français inconnu (Take A Number)
14. De l'or noir très odorant (Beaverly Buttbillies)
15. Viande avariée (Tainted Meat)
16. Stewart déménage (Stewart Moves Away)
17. Salon de coiffure (Top O' The Mountain)
18. Une fête (Party)
19. A la douche (Wet Behind The Rears)
20. Mauvais chien (Bad Dog)
21. Foudroyés(Lightning Strikes)
22. Rêvons un peu (Dream On)
23. Vente de bonbons (Candy Sale)
24. L'animation, ça craint (Animation Sucks)
25. Quelle est la mise ? (What's The Deal?)
26. Des femmes historiques (The History Of Women)
27. Titre français inconnu (To The Rescue)
28. Titre français inconnu (I Dream Of Beavis)
29. Grossesse (Pregnant Pause)
30. Voilà les fesses de la mariée (Here Comes The Bride's Butt)
31. Titre français inconnu (Screamers)
32. Mendiants (Beavis, Can You Spare A Dime?)
33. Titre français inconnu (Skin Trade)
34. Changement d'huile (Oil Change)
35. Cappuccino (Buttniks)
36. Joue plus doucement, débile (Bang The Drum Slowly Dumbass)
37. Un autre vendredi soir (Another Friday Night)
38. Pneu qui roule (Tired)
39. Thérapie (Close Encounters)
40. Feministes (Womyn)
41. Évacuation prématurée (Premature Evacuation)
42. Blessures (Whiplash)
43. Crevaison (Spare Me)
44. Réhabilitation (Patsies)
45. Scène de crime (Murder Site)
46. Mouche d’Espagne (Spanish Fly)
47. Harcèlement sexuel (Sexual Harassment)
48. Voyage (Bus Trip)
49. Faux (Green Thumbs)
50. Titre français inconnu (Steamroller)

## Sixième saison (1995-1996)
1. Halloween (Bungholio: Lord Of The Harvest (Halloween Special))
2. Titre français inconnu (The Mystery Of Morning Wood)
3. L'histoire de l'Amérique (U.S. History)
4. Drague policière (Feel A Cop)
5. Voyeurs (Date Watchers)
6. Tension artérielle (Blood Pressure)
7. Chant de Noël (Huh-Huh-Humbug)
8. La Vie est moche (It's a Miserable Life)
9. Baby-sitting (Babysitting)
10. Crétins sur vidéo (Vidiots)
11. Stewart a disparu (Stewart Is Missing)
12. Un gang à deux (Gang Of Two)
13. Plantes (Sprout)
14. Blagues téléphoniques (Prank Call)
15. Personne en charge (No Service)
16. Vide-Grenier (Yard Sale)
17. Réunion parents-professeurs (P.T.A.)
18. Le remplaçant (Substitute)
19. La liste de courses (Shopping List)
20. De la bière (Buy Beer)

## Septième saison (1997)
1. Titre français inconnu (Butt, Butt, Hike!)
2. Vaya Con Cornholio (Vaya Con Cornholio)
3. Titre français inconnu (Evolution Sucks)
4. Blagues (Ding-Dong-Ditch)
5. Réservé aux filles (Just For Girls)
6. Un épisode très spécial (A Very Special Episode)
7. Les crétins anonymes (Dumbasses Anonymous)
8. Sous-vêtements (Underwear)
9. Des poux (Head Lice)
10. Titre français inconnu (Cyber-Butt)
11. Saignement de nez (Nose Bleed)
12. Arrestations (Citizens Arrest)
13. Piercing (Pierced)
14. Un jour parfait (A Great Day)
15. En grève (On Strike)
16. Suis-moi (Follow Me)
17. Titre français inconnu (Nothing Happening)
18. Boisson énergétique (Take A Lap)
19. Titre français inconnu (Shortcuts)
20. La fiancée de Butt-Head(Bride Of Butt-head)
21. Livraison spéciale (Special Delivery)
22. Bricolage (Woodshop)
23. Violence à la télé (TV Violence)
24. Canette (Canned)
25. Groupe musical (Garage Band)
26. Impuissance (Impotence)
27. Beavis le Tout-Puissant (The Miracle That Is Beavis)
28. Caddie (Shopping Cart)
29. Invention (Inventors)
30. Crève, mouche, crève ! (Die Fly, Die!)
31. Cuite instructive (Drinking Butt-ies)
32. Le travail tue (Work Is Death)
33. Dépression (Breakdown)
34. Remise des diplômes (Graduation Day)
35. Le futur de Beavis et Butt-Head (The Future Of Beavis and Butt-Head)
36. Orthophonie (Speech Therapy)
37. Les années 50 (Leave It To Beavis)
38. Cul flambé (Butt Flambe)
39. Titre français inconnu (Our Founding Losers)
40. Beavis et Butt-Head sont morts (Beavis and Butt-Head Are Dead)

## Huitième saison (2011)
La diffusion de la huitième saison a commencé le 19 avril 2012 sur MTV France.
1. Loups-garous des highlands (Werewolves of Highland)
2. En pleurant (Crying)
3. La main de ma fille (Daughter's Hand)
4. Support technique (Tech Support)
5. Saint Cornholio (Holy Cornholio)
6. Les drones (Drones)
7. Le roi de la malbouffe (Supersize Me)
8. Pause pipi (Bathroom Break)
9. Le rat (The Rat)
10. La fuite (Spill)
11. La fin du monde (Doomsday)
12. Dessein stupide (Dumb Design)
13. La photocopieuse (Copy Machine)
14. Propositions (Holding)
15. Voiture d'occasion (Used Car)
16. Chasseur de primes (Bounty Hunters)
17. La machine à remonter le temps (Time Machine)
18. Massage (Massage)
19. Le test (School Test)
20. Les balances (Snitchers)
21. Maison de passe (Whorehouse)
22. On descent (Going Down)

## Neuvième saison (2022)
Le 1er juillet 2020, il a été annoncé que deux nouvelles saisons de Beavis et Butt-Head avaient été commandées. Produite pour Paramount+, la première nouvelle saison a été diffusée à partir du 4 août 2022.
1. L'escape room (Escape Room)
2. Le précieux élu (The Special One)
3. Emboîtés (Boxed In)
4. Les apiculteurs (Beekeepers)
5. Sur le toit (Roof)
6. Dans la cascade (River)
7. Le nouvel ennemi (The New Enemy)
8. Le sosie (The Doppelganger)
9. Gentil Butt-Head (Nice Butt-Head)
10. L'aide à domicile (Home Aide)
11. Stupidité virtuelle (Virtual Stupidity)
12. Enfermés dehors (Locked Out)
13. Le rein (Kidney)
14. La bonne action (The Good Deed)
15. Les deux idiots (Two Stupid Men)
16. Freaky Friday (Freaky Friday)
17. La fille chelou (Weird Girl)
18. Les voyageurs temporels (Time Travelers)
19. La quête spirituelle (Spiritual Journey)
20. Refus de service (Refuse Service)
21. Yogabruti (Downward Dumbass)
22. Un jeu dangereux (The Most Dangerous Game)
23. Les aventuriers de l'os perdu (Bone Hunters)

## Dixième saison (2023)
La saison a été diffusée du 20 avril 2023 au 29 juin 2023 sur Paramount+.
1. La méditation, ça craint (Meditation Sucks)
2. Le jour des érections (Polling Place)
3. Beavis à l'hospice (Old Man Beavis)
4. Les histoires de guerre de Tom Anderson : Incheon (Tom Anderson's War Stories: Incheon)
5. Partie de chasse (Hunting Trip)
6. Passion destruction (Pardon Our Dust)
7. Les petits blagueurs ! (Pranks)
8. La porte des Enfers (Hellhole)
9. Incline-toi ! (Take a Bow)
10. Les planteurs de tabac (Tobacco Farmers)
11. Mariés (Married)
12. Les déprimés (Sad Boys)
13. Allô, Dieu ? Ici Beavis (Are You There, God? It's Me, Beavis)
14. Le jour où Butt-Head est allé trop loin (The Day Butt-Head Went Too Far)
15. Les histoires de guerre de Tom Anderson : La bataille de Crèvecœur (Tom Anderson's War Stories: Heartbreak Ridge)
16. Spring break (Spring Break)
17. Beavis Balboa (The Warrior)
18. Vasectomies (Vasectomies)
19. Traitres à la nation (Stolen Valor)
20. Saillie en folie (Breeding Frenzy)
21. Syndrome de Diogène (Hoarders)
22. L'acupuncture pour les nuls (Needle Dicks)
23. La zone Ciabatta (The Ciabatta Zone)
24. Les histoires de guerre de Tom Anderson : La ferme Coréenne (Tom Anderson's War Stories: Korean Farmhouse)
25. Avantages salariaux (Warehouse)
26. Enlevé par les aliens (Abduction)
27. Soirée pyjama (Sleepover)